# Date course
『date course』（デート・コース）は、2013年7月17日にT-Palette Recordsから発売された、lyrical school通算1作目のスタジオ・アルバム。

## 解説
tengal6名義でリリースした前作アルバム『CITY』から約1年4か月、lyrical schoolへ改名してからリリースされる初のアルバム。アルバムには、lyrical schoolのシングル曲も多数手がけるtofubeatsをはじめ、鴨田潤としてのほかユニット(((さらうんど)))としても活動するイルリメ、ネットレーベル「maltine records」で楽曲をフリーリリースするなど大阪を中心に活動中のDJ/トラックメイカーokadada、音楽レーベル「術の穴」を主宰するFragment、5月に活動を再開したヒップホップユニット餓鬼レンジャーのポチョムキン、ズットズレテルズの呂布、箱庭の室内楽のハシダカズマ、坪光成樹、高橋コースケ、そしてマネージャーの岩渕竜也がそれぞれ参加。また、これまでにlyrical schoolとしてリリースされた「そりゃ夏だ!」、「おいでよ」、「リボンをきゅっと」、「PARADE」の4曲も本作収録に際し、ami、ayaka、mei、yumiのオリジナル・メンバーに加え、3月加入のhina、7月加入のminanを加えたラインアップで新録音された。
再録音について、amiは「シングルを再録して、それぞれの曲にこの6人の声が入って、今までと全然違った1曲に仕上がりました。パーティー感よりウキウキするような感じかな。多幸感あふれるシングルのアルバム・ヴァージョンになってます」という。また、アルバム・レコーディングについては、ayakaが「今思うとあっという間でした。さっきCDをいただいて、もう発売かと思って。8月入って再録のレコーディングしながら5人でライヴして6人のレッスンをして、ほんとにみんなバタバタしてたので。9月入って一気に新曲を録ったんです。2週間だよね、全部が録り終わったの」と答え、yumiも「早いです。今回新曲がけっこう暗い曲多めなので、その2週間の間にバーってなりました。曲もらって暗い気持ちになって、次の日ライヴ。全然気持ちの整理がつかないというか、『自分は今何者なんだろう?』みたいな感じでした」と答えている。
本作リリースに合わせ、タワーレコード新宿店のアイドル企画“NO MUSIC, NO IDOL?”第41弾にて、タワーレコード×lyrical schoolのコラボレーション・ポスターが登場。今回はタワーレコードのスタッフに扮した撮り下ろしのオリジナル・ポスターが全国14店舗で掲出のほか、同店にて購入者特典として先着でプレゼント。また、9月14日からは都内4か所で“『date course』発売記念予約イベント”を実施。握手会のほか、メンバーとのじゃんけんで勝者先着100名に特典CD-Rがプレゼントされた。さらに、11月3日には渋谷SOUND MUSEUM VISIONにて『date course』に楽曲を提供したアーティストをゲストに迎えたイベント“date course special tour final”の開催が決定した。

## 収録曲
1. -drive-
2. そりゃ夏だ!
作詞/作曲/編曲    tofubeats
3. wow♪
作詞/ポチョムキン (from 餓鬼レンジャー)    作曲/編曲/Fragment
4. リボンをきゅっと
作詞/作曲/編曲    tofubeats
5. 流れる時のように
作詞/呂布 作曲/編曲/ハシダカズマ (箱庭の室内楽)
6. PARADE
作詞/作曲/編曲    tofubeats
7. -turn-
8. でも
作詞/作曲/編曲    okadada
9. P.S.
作詞/岩渕竜也 作曲/坪光成樹 編曲/高橋コースケ
10. ひとりぼっちのラビリンス
作詞/作曲/編曲    tofubeats
11. -taxi-
12. おいでよ
作詞/作曲/編曲    tofubeats
13. Myかわいい日常たち
作詞/作曲/編曲    鴨田潤 (イルリメ)

## クレジット
- recording
- Nu Funk Factory

- recording engineer
- Nu Funk Factory MO-RIKI

- mastering
- Isao Kumano For PHONON STUDIO

- A&R
- Hisayoshi Sasaki (BOOTROCK Inc.)

- manager
- Tatsuya Iwabuchi
- Kazuyo Hirotani (exceed alpha)

- A&R Director
- Shogo Yoshino (TOWER RECORDS)

- Assistant Director
- Satoshi Furuki (TOWER RECORDS)

- Sales Promotion
- Shinmei Tanaka, Masafumi Yukita (TOWER RECORDS)

- Public Relations
- Tatsuro Yagawa (TOWER RECORDS)

- Label Coordinator
- Mariko Mukai (TOWER RECORDS)

- A&R Producer
- Makoto Murakami (TOWER RECORDS)

- Executive Producer
- Ikuo Minewaki (TOWER RECORDS)

- illustration
- Hisashi Eguchi

- design / art direction
- masataka yoshida (mza)

- photograph
- kameda mokei

- skit taxi recording
- Asuka Nemoto

- back inlay's photo

- producer
- Kim Yasuhiro

- special thanks
- All staffs and
- All lyrisch HEADS